# Lov om Tilsyn med Fremmede og Rejsende
Lov om Tilsyn med Fremmede og Rejsende af 1875 var en dansk lov, som blev indført for at lette den politimæssige kontrol med indvandrerne. Med loven blev det muligt for politiet at udvise uønskede fremmede af landet. Loven om tilsynet med fremmede modtog kongelig underskrift den 15. maj 1875 og trådte i kraft den 1. juli samme år. Den blev i 1952 afløst af Lov om udlændinges adgang til landet.

## Indhold
I loven, som var Danmarks første indvandrerlov, blev det bestemt, at der skulle udstedes opholdsbøger til udlændinge, når de kom til landet. Ved flytning til og fra en kommune skulle indehaveren af opholdsbogen have den stemplet hos de lokale politimyndigheder. Tilsynet uden for købstæderne flyttede fra sognepræsterne over til sognefogederne. Udlændinge skulle kunne dokumentere, at de kunne forsørge sig selv i mindst otte dage.
Opholdsbøgerne fungerede dermed som et kontrolredskab, der gjorde det muligt for myndighederne at følge indvandrernes færden og derved spore og udvise uønskede personer. Det var især den voksende tilstrømning af fattige svenske arbejdere, der aktualiserede behovet hos de danske myndigheder for et sådant lovindgreb.
Mellem 1860 og 1910 immigrerede mere end 81.000 svenskere til Danmark. De fandt arbejde på de store jernbaneanlæg og arbejdede på Københavns befæstning eller som tjenestepiger, i landbruget og på teglværker, særligt i det østlige Danmark. Mange var sæsonarbejdere, der påtog sig arbejde, det ikke var muligt at få udført med dansk arbejdskraft.
Med hjemmel i loven udviste de danske myndigheder et stort antal indvandrere. Det var især de fattige svenskere. Udvisningerne skete uden forudgående varsel og belastede i høj grad det svenske politi- og fattigvæsen, hvad der udløste en diplomatisk krise mellem Danmark og Sverige. For at få bilagt konflikten indgik de to lande i 1888 en overenskomst med regler for disse hjemsendelser.
Svenskfødte kunne i henhold til traktat efter tolv års ophold i Danmark opnå forsørgelsesret.
De danske myndigheder frygtede, at indvandrerne skulle belaste det sociale system, hvilket medførte at fattigloven blev revidered i 1891. Der kom også en ny lov om alderdomsunderstøttelse. Disse love gjorde, at offentlig understøttelse blev gjort afhængig af, om personen havde dansk indfødsret.
Loven forbød også  "tatere" og andre "rejsende" af opholde sig inden for rigets grænser. Den var årsag til, at mange sigøjnere, som flygtede til Danmark, blev afvist ved den dansk-tyske grænse i 1933 af det danske politi. Som i 1933, da de ville til Norge, for at komme væk fra grusomhederne i sydpå. En af dem var Joseph Czardas, der med en gruppe med 68 personer kom fra Spanien. De ville til Norge, da de erfarede om nazisternes grusomheder mod sigøjnerne. De blev sendt retur til de tyske kz-lejre.
Mellem 1875 og 1915 foretog de danske politimestre i alt 14.187 udvisninger med tilhold efter Fremmedlov og Straffelov, der var en klar dominans af personer født i Sverige og Tyskland i begge tilfælde.
Loven blev først ophævet i 1953.